# Nuoto artistico ai campionati mondiali di nuoto 2019 - Squadre (programma libero combinato)
La gara del nuoto artistico - squadre libero combinato dei campionati mondiali di nuoto 2019 è stata disputata il 18 e il 20 luglio presso il ginnasio Yeomju di Gwangju. La gara, alla quale hanno preso parte 15 squadre nazionali, si è svolta in due turni.
La competizione è stata vinta dalla squadra russa, mentre l'argento e il bronzo sono andati alla squadra cinese e a quella ucraina.

## Programma
| Data           | Ora (UTC+9) | Turno       |
| -------------- | ----------- | ----------- |
| 18 luglio 2019 | 11:00       | Preliminari |
| 20 luglio 2019 | 19:00       | Finale      |

## Risultati
| Pos. | Nazione       | Preliminari | Preliminari | Finale          | Finale          |
| Pos. | Nazione       | Punti       | Pos.        | Punti           | Pos.            |
| ---- | ------------- | ----------- | ----------- | --------------- | --------------- |
| 1    | Russia        | 96,5667     | 1           | 98,0000         | 1               |
| 2    | Cina          | 96,0000     | 2           | 96,5667         | 2               |
| 3    | Ucraina       | 94,3333     | 3           | 94,5333         | 3               |
| 4    | Giappone      | 93,0000     | 4           | 93,2333         | 4               |
| 5    | Italia        | 90,9000     | 5           | 91,4667         | 5               |
| 6    | Grecia        | 88,1333     | 6           | 87,6000         | 6               |
| 7    | Israele       | 83,6333     | 7           | 83,7667         | 7               |
| 8    | Brasile       | 81,6667     | 9           | 83,6333         | 8               |
| 9    | Bielorussia   | 82,8333     | 8           | 82,9667         | 9               |
| 10   | Kazakistan    | 81,6667     | 9           | 82,0000         | 10              |
| 11   | Corea del Sud | 77,7000     | 11          | 78,8000         | 11              |
| 12   | Ungheria      | 77,4000     | 12          | 77,9333         | 12              |
| 13   | Slovacchia    | 76,7000     | 13          | Non qualificate | Non qualificate |
| 14   | Sudafrica     | 66,7000     | 14          | Non qualificate | Non qualificate |
| 15   | Thailandia    | 66,1333     | 15          | Non qualificate | Non qualificate |